# Pedaria picea
Pedaria picea là một loài bọ cánh cứng trong họ Bọ hung (Scarabaeidae).